# 香港陸沉傳說

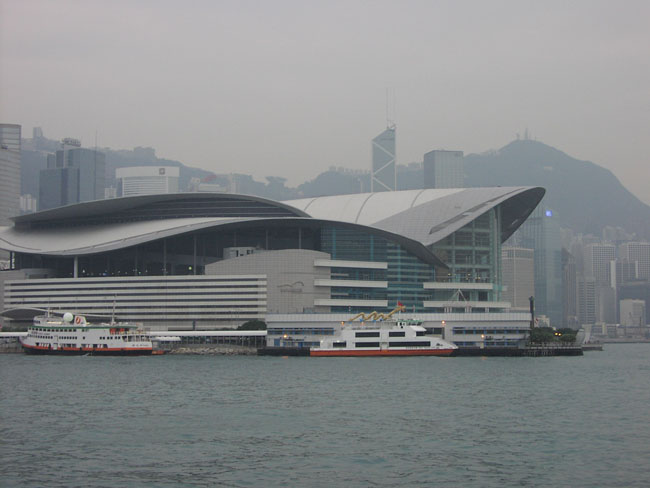
灣仔海旁的香港會議展覽中心新翼

香港陸沉傳說是指現今香港太平山盧吉道對開山邊處，一堆外型酷似巨龜的亂石，即20世紀初期被評價為香江八景之一──霧鎖仙橋的所在地。來源不可考證，現存的傳說最早記載於1941年由友聯出版社出版的《香港百年》。該都市傳說的簡略版一直流傳至1990年代，指該「石龜」以約每年一厘米的速度，緩緩向上爬，如果「石龜」爬到山頂，香港便會陸沉。
1997年落成啟用，位於灣仔海旁填海地的香港會議展覽中心新翼，有人認為其形酷似龜，即是傳說中的石龜已經爬到海中，因此導致香港自1997年亞洲金融危機後經濟持續不振，間接應驗因為香港會議展覽中心新翼建成，導致亞洲金融危機的香港陸沉之謠言。

## 原文
「……本港太平山，每年重九，即為人士登高最好所在，山在島之中央，立於山巔，即全島在望，恍忽立在海水之中，而附近各島皆向己環抱。考地理者謂港與各島皆相連接而成一脈，與對海九龍亦相連屬，香港亦龍脈之一點，意為龍首。龍身時隱時現，現時龍現身，故有香港及各島，再過若干年，屬於龍隱身時期，則此龍即深潛水，伏不出，於是香港及其附近各島，替重陸沉，深埋水底，此時香港之末也。
「一年，有人在山巔，見一怪道人，仙風道骨，當眾大談龍經，即指地而言．香港之龍已有甦動之態．香港末日當在不遠矣！山上本有怪石嶙峋，數苦星羅棋佈，道人指之曰，此為龍鱗，試推其一，如批鱗狀，詎一推之間，突發生地震，立者皆仆（按：仆、扑同義．倒地之意），仍信道人言，群問以香港陸沉時，趨避之法，道人曰：「吾當本抱救生之旨，為各人點視。」隨以手一指山腰曰：「此為一靈通之龜，將來陸沉之後，僅許此物獨留世上，此龜蠕蠕自山下登山，每年行一米位，當已登達山巔之時，即為陸沉之日，各好自為計也。言畢，忽不見蹤，眾人急照所指望去，果見一巨龜，蠕蠕半山中，奔下視之，乃一巨石耳。」